# Csépa
Csépa là một thị trấn thuộc hạt Jász-Nagykun-Szolnok, Hungary. Thị trấn này có diện tích 29,67 km², dân số năm 2010 là 1633 người, mật độ 55 người/km².